# Urođeno ponašanje
Urođeno ponašanje ili instinkt (iz (lat.) = impuls, inspiracija, nagon) svojstven je nagon živog organizma prema određenom ponašanju. Utječe na raspoloženje i na aktivnosti za postizanje cilja. Urođena ponašanja su doslovno prirođeni, naslijeđeni obrasci koje postoje bez potrebe učenja. Instinkt je složen i kompleksan lanac bezuvjetnih refleksa.
Važni su u osiguravanju kritičnih potreba organizma primjerice u reprodukciji, dobivanju hrane, obrane od opasnosti, komunikacije itd. 
Prema psihologiji, ljudska bića nemaju instinkte, već nagone. Razlika je u tome što instinkti, kao takvi, motiviraju ponašanje na način da se ne mogu spriječiti, dok su nagoni podložni ljudskoj volji, npr. ljudski nagon za spolnim odnosom, koji ljudi mogu voljom zatomiti, dovodeći do apstinencije.
Znanost koja se bavi pitanjima urođenog ponašanja je etologija.

## Primjeri
Morske kornjače kad se izlegu na plaži automatski odlaze prema oceanu, pčele komuniciraju plesom u smjeru izvora hrane bez formalnih instrukcija. Ostali primjeri uključuju borbe ili ponašanja udvaranja životinja ili izgradnju gnijezda. 